# Anthérozoïde
Cet article court présente un sujet plus développé dans : spermatozoïde.
Anthérozoïde est un nom désignant le gamète mâle chez certains organismes multicellulaires (plantes et fungi). Il est désuet pour les plantes de la famille des Bryophytes pour lesquels le terme spermatozoïde est maintenant utilisé.
Par contre, le terme reste employé chez les algues (selon le groupe phylogénétique auquel elles appartiennent).